# پاولیتسا (راشکا)
پاولیتسا (به صربی: Pavlica) یک منطقهٔ مسکونی در صربستان است که در راشکا واقع شده‌است. پاولیتسا ۱۵۶ نفر جمعیت دارد.